# Villa Ferniani
Villa Ferniani detta "Case Grandi" è un edificio storico sito in via Firenze, a Faenza, in provincia di Ravenna. Alle Case Grandi è conservata una vasta collezione di maioliche prodotte dalla Fabbrica Ferniani nei due secoli di vita della grande manifattura ceramica faentina.

Dal 28 febbraio 2023 è inserita nel novero delle «Case e studi delle persone illustri dell'Emilia-Romagna».

## Storia
La villa fu edificata nel corso del XVIII secolo dai Conti Ferniani, su di un precedente edificio acquistato dal nobile Andrea de' Zordi il 29 ottobre 1635. 
Al piano terra della villa fu allestito il museo delle ceramiche prodotte dalla fabbrica Ferniani nel corso dei secoli. Nel 1693 la fabbrica Ferniani aprì per volontà del conte Annibale Carlo Ferniani e restò in attività fino al 1893, quando il conte Annibale IV Ferniani decise di chiuderla.
Il 28 febbraio 2023 la Regione Emilia-Romagna ha riconosciuto a Villa Ferniani il marchio “Case e studi delle persone illustri dell’Emilia-Romagna”.

## Descrizione
La villa si sviluppa su due piani, con un corpo centrale più alto e più profondo e due ali laterali simmetriche. Gli interni della villa si caratterizzano per pregevoli decori d'artisti faentini d'età neoclassica. Accanto alla villa è stato realizzato un grande oratorio, dotato di cupola e campanile. Alle spalle della villa vi è un fondale roccioso e salendo il roccolo per la caccia. Il contesto paesaggistico si caratterizza per la presenza di maestosi filari di pini.

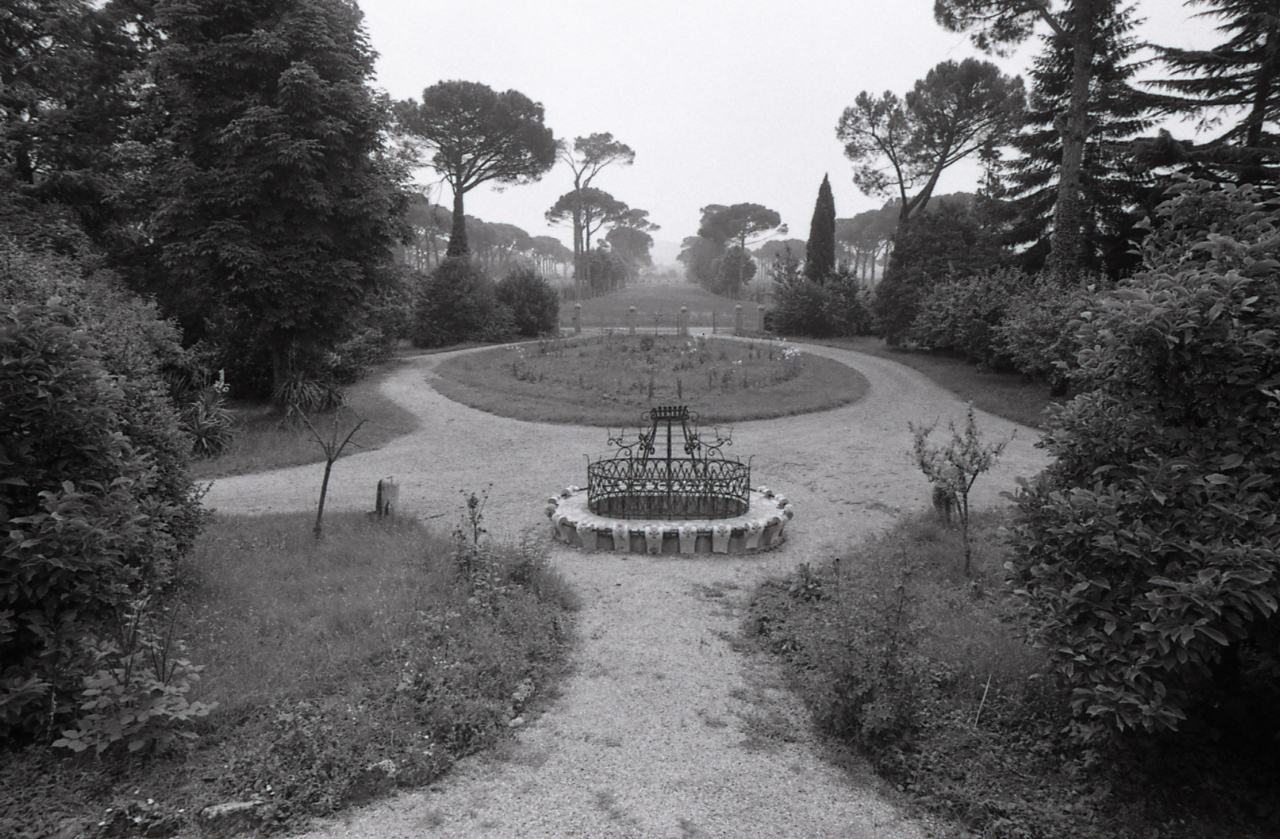
Parco davanti alla Villa, foto di Paolo Monti del 1974. Fondo Paolo Monti, BEIC
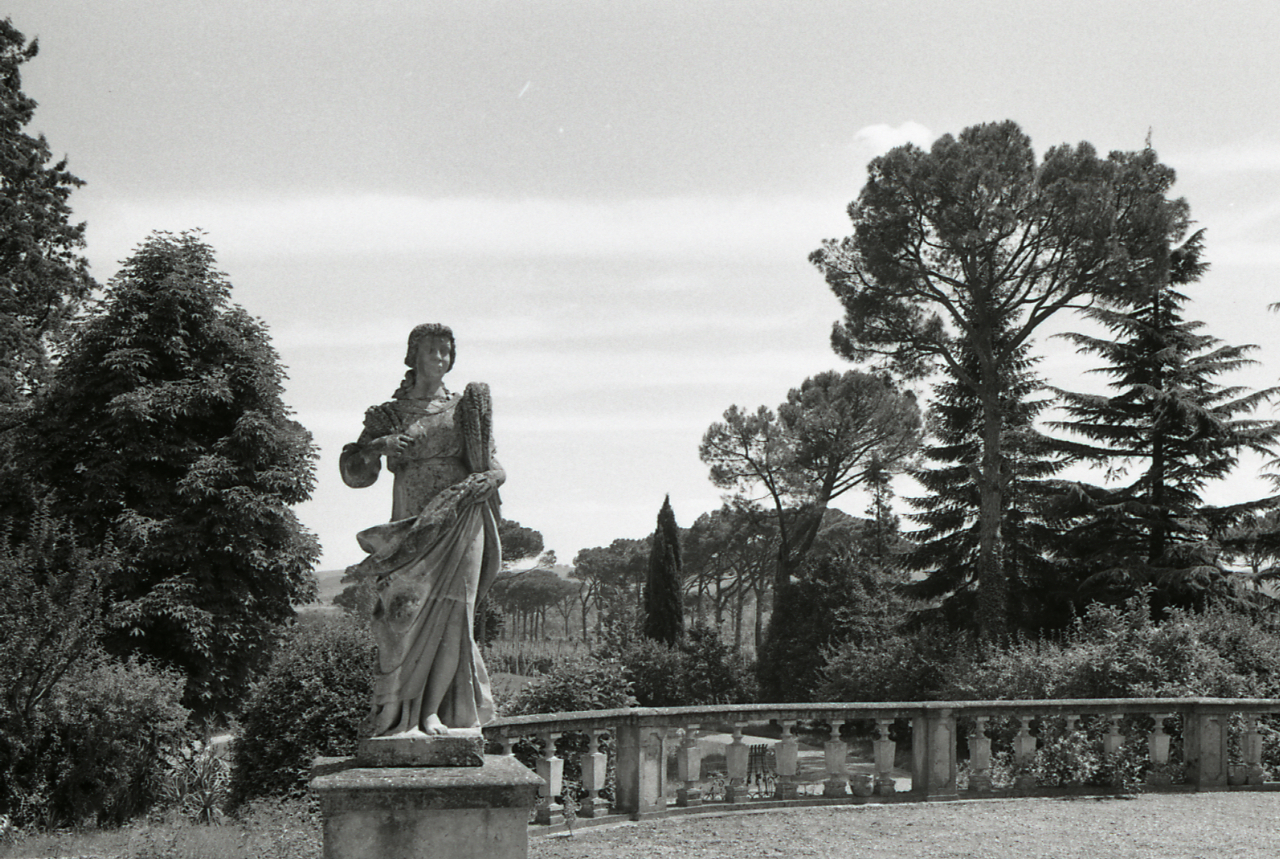
Balconata panoramica davanti alla Villa, foto di Paolo Monti del 1974. Fondo Paolo Monti, BEIC
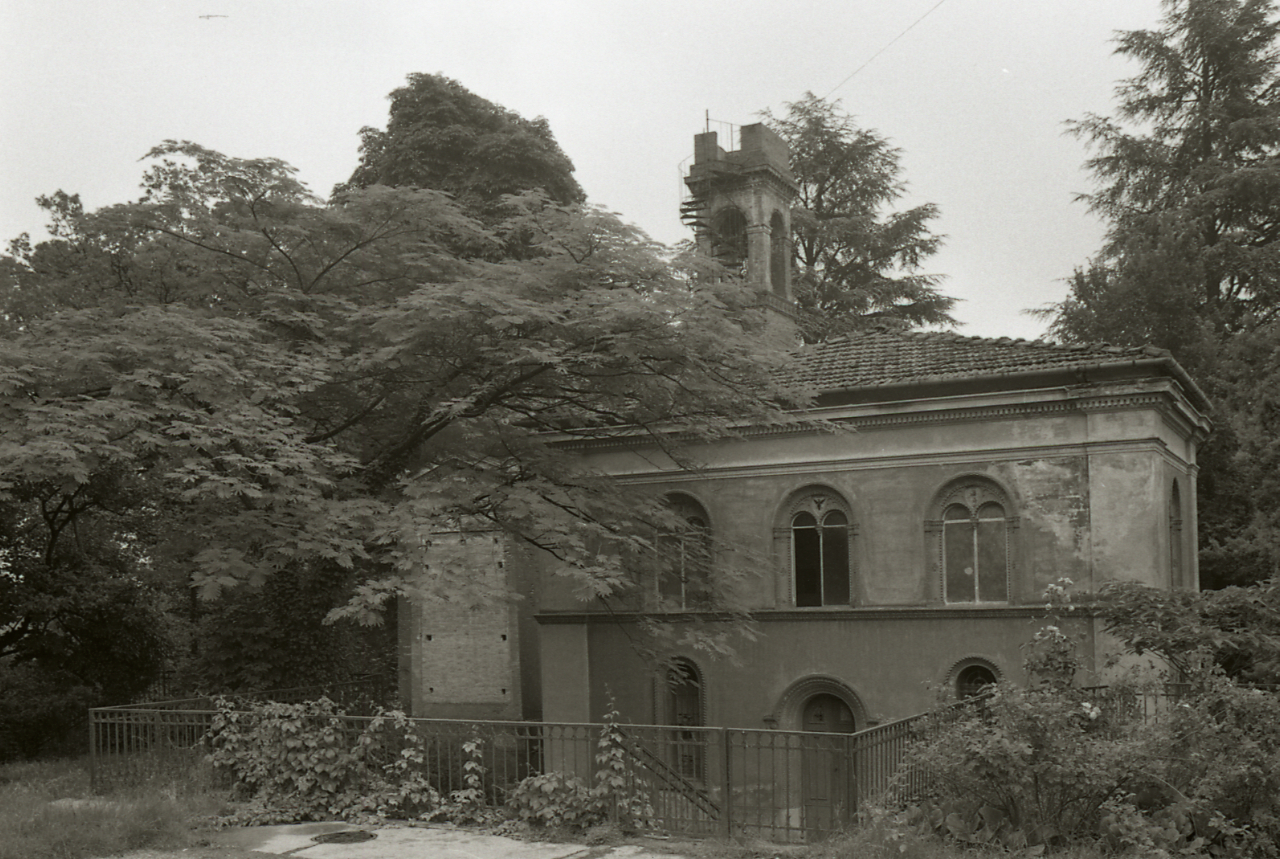
Oratorio della Villa, foto di Paolo Monti del 1974. Fondo Paolo Monti, BEIC
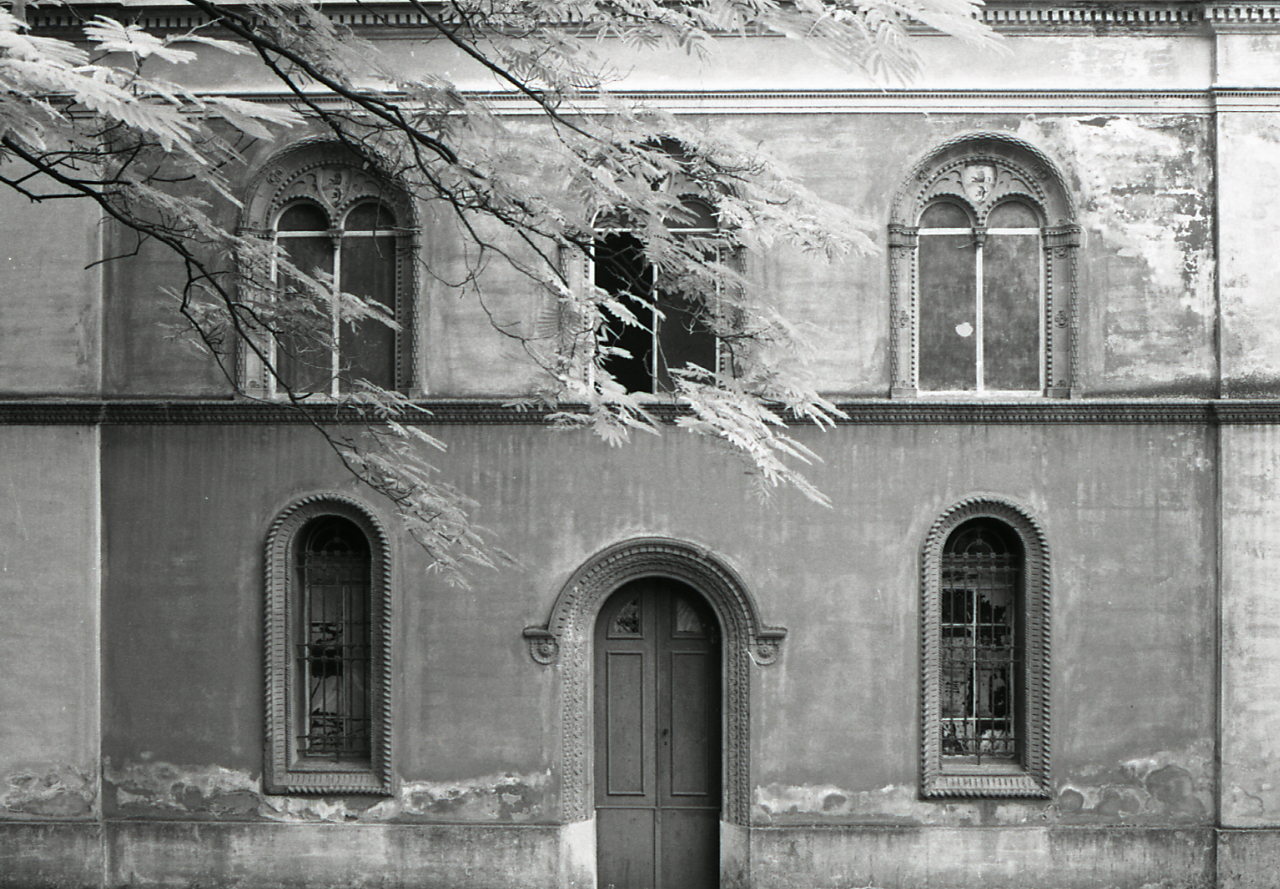
Prospetto dell'oratorio della Villa, foto di Paolo Monti del 1974. Fondo Paolo Monti, BEIC
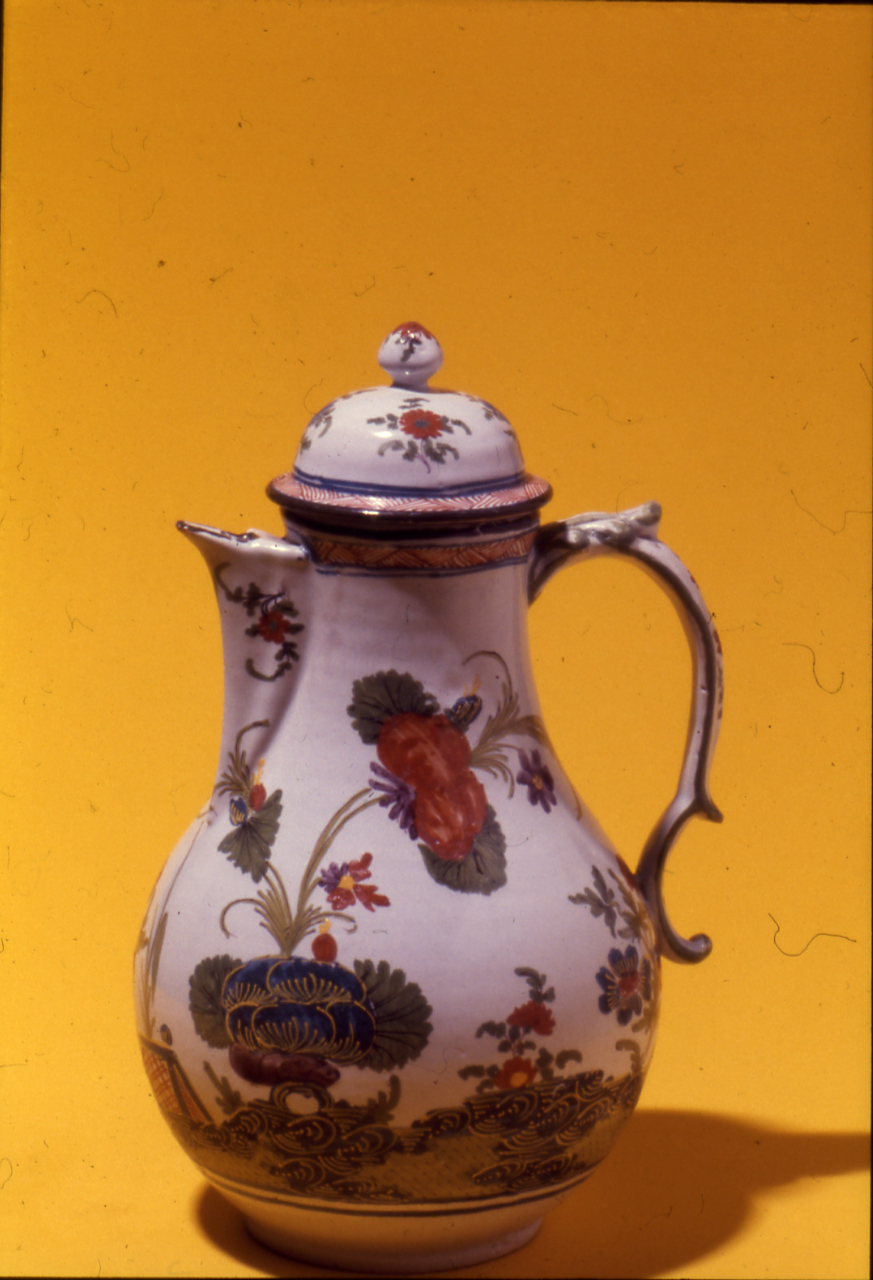
Una ceramica appartenente alla collezione. Foto di Paolo Monti del 1974. Fondo Paolo Monti, BEIC
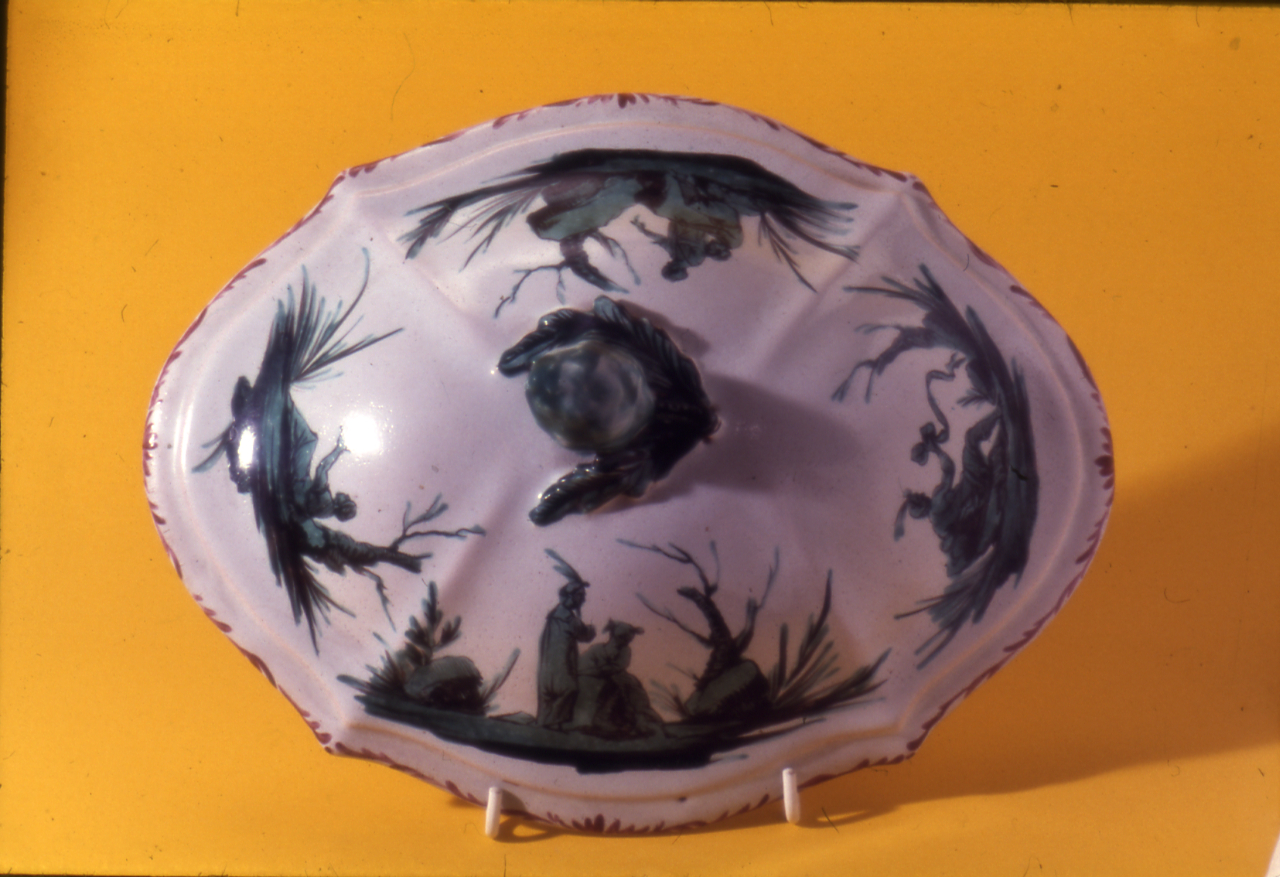
Una ceramica appartenente alla collezione. Foto di Paolo Monti del 1974. Fondo Paolo Monti, BEIC
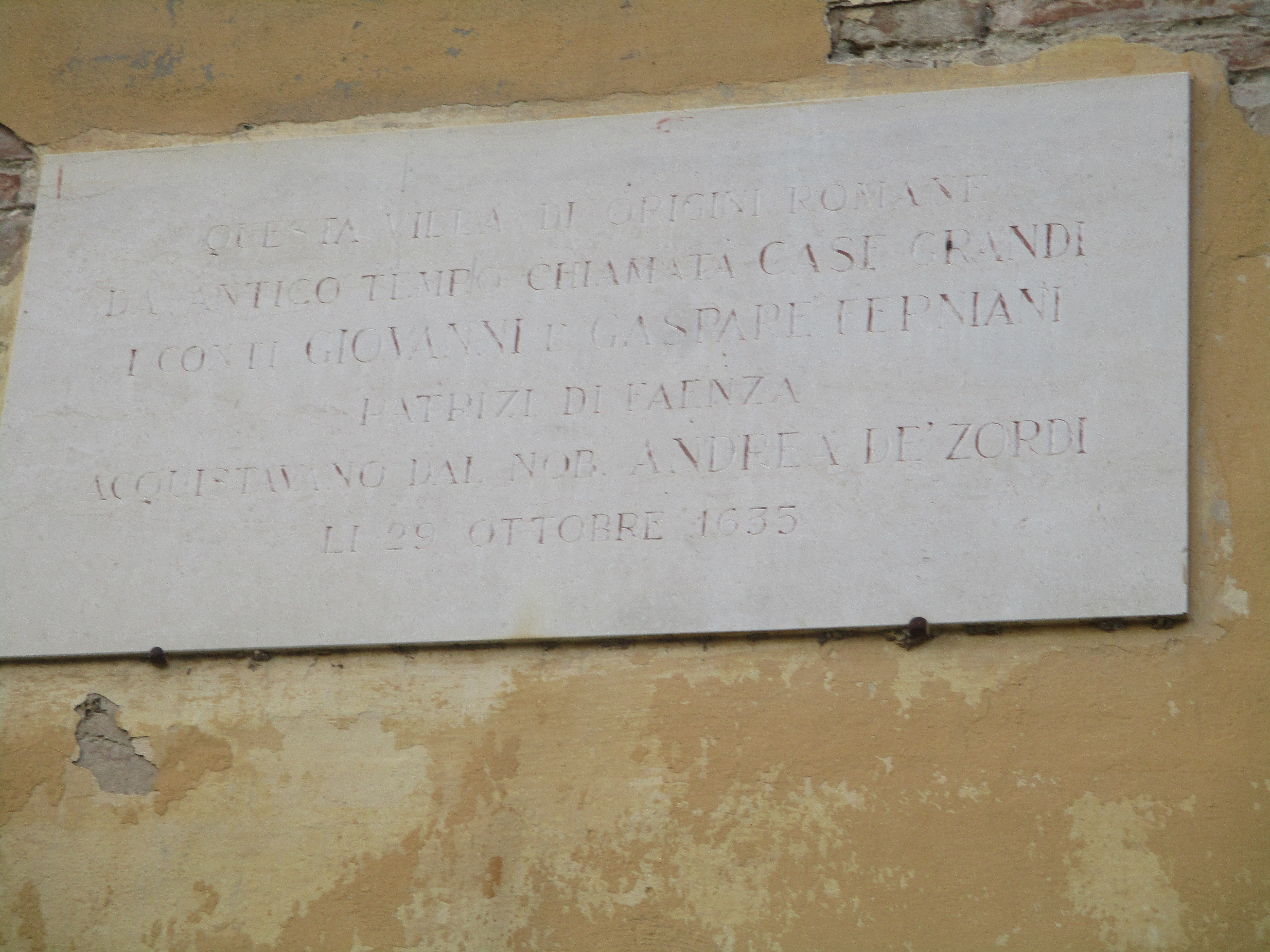
Lapide che ricorda l'acquisto della villa da parte dei conti Ferniani dal nobile Andrea de' Zordi il 29 ottobre 1635.